# Sarcophaga trivittata
Sarcophaga trivittata är en tvåvingeart som först beskrevs av Macquart 1843.  Sarcophaga trivittata ingår i släktet Sarcophaga och familjen köttflugor. Inga underarter finns listade i Catalogue of Life.